# Moerbes alveolella
Moerbes alveolella är en fjärilsart som beskrevs av Émile Louis Ragonot 1888. Moerbes alveolella ingår i släktet Moerbes och familjen mott. Inga underarter finns listade i Catalogue of Life.